# Perfect (One Direction)
Perfect è un singolo del gruppo musicale britannico One Direction, pubblicato il 16 ottobre 2015 come secondo estratto dal quinto album in studio Made in the A.M..
Il brano è scritto da Harry Styles e Louis Tomlinson insieme a Jesse Shatkin, Jacob Kasher, John Ryan e Julian Bunetta.

## Video musicale
Il videoclip, diretto da Sophie Muller, è stato pubblicato attraverso il canale Vevo del gruppo il 21 ottobre 2015. Girato totalmente in bianco e nero presso l'InterContinental Hotel di Midtown Manhattan, a New York, il video mostra i quattro ragazzi all'interno di una stanza d'albergo in cima al grattacielo.

## Tracce
Download digitale – 1ª versione
1. Perfect – 3:50

Download digitale – 2ª versione
1. Perfect (Stripped) – 3:51
2. Home – 3:14
3. Perfect (Matoma Remix) – 3:43
4. Drag Me Down (feat. LunchMoney Lewis) (Big Payno x AFTERHRS Remix) – 3:08

CD singolo (Taiwan)
1. Perfect – 3:50
2. Perfect (Stripped) – 3:51
3. Home – 3:14
4. Perfect (Matoma Remix) – 3:43
5. Drag Me Down (Big Payno x AFTERHRS Remix feat. LunchMoney Lewis) – 3:08

## Classifiche
| Classifica (2015) | Posizione massima |
| ----------------- | ----------------- |
| Australia         | 4                 |
| Austria           | 2                 |
| Belgio (Fiandre)  | 9                 |
| Belgio (Vallonia) | 21                |
| Canada            | 13                |
| Danimarca         | 25                |
| Francia           | 8                 |
| Germania          | 20                |
| Irlanda           | 1                 |
| Italia            | 3                 |
| Norvegia          | 25                |
| Nuova Zelanda     | 7                 |
| Paesi Bassi       | 28                |
| Regno Unito       | 2                 |
| Spagna            | 11                |
| Stati Uniti       | 10                |
| Svezia            | 12                |
| Svizzera          | 12                |